# ХК Сочи
ХК Сочи (рус. Хоккейный клуб «Сочи») професионални је руски клуб у хокеју на леду из града Сочија. Клуб је основан 2014. године, а од сезоне 2014/15. такмичи се у Континенталној хокејашкој лиги (дивизија Тарасов Западне конференције).
Своје домаће утакмице клуб игра на леду Бољшој арене у Сочију капацитета 12.000 седећих места.

## Историјат
Идеја о оснивању професионалног хокејашког клуба у руском црноморском летовалишту Сочију који се налази на обалама Црног мора (у Краснодарском крају) јавила се непосредно након што је тај град био домаћин Зимских олимпијских игара 2014. године. Клуб је основан током марта месеца, а званично је постао чланом Континенталне хокејашке лиге 30. априла 2014. године. Већ у мају потписани су и први уговори са играчима, а током јуна месеца клуб је учестовао на драфту лиге где су одабрана још три нова играла.
Први меч у историји ХК Сочи је одиграо 9. августа 2014. године. Била је то пријатељска припремна утакмица, а противник је била екипа ХК Кубања из ВХЛ лиге, са којом је руководство Сочија убрзо потписало и уговор о партнерству.
Прву званичну тамичарску утакмицу клуб је одиграо 6. септембра 2014. године, а противник је била екипа санктпетербуршког СКА. На тој утакмици постигнут је и први погодак, а први стрелац био је нападач Андреј Первишин. Дебитантску КХЛ сезону екипа је окончала на 8. месту западне дивизије (укупно 13. месту од 28 клубова) и на тај начин су се Сочински тигрови пласирали у плеј-оф. У првој рунди доигравања екипа из Сочија је убедљиво поражена од московског ЦСКА са 4:0 у победама.
У дебитантској сезони екипу је на домаћем терену посматрало укупно 242.155 гледалаца, или у просеку 7.567 гледалаца по утакмици. Рекордна посета остварена је на утакмици са ЦСКА играној 22. фебруара 2015. и том приликом је домаћи тим са трибина бодрило 11.064 навијача.
У другој сезони (сезона 2015/16) клуб је остварио бољи резултат и регуларни део првенства окончао на 4. месту Западне конференције и целе лиге са 108 бодова. Међутим у плејофу екипа из Сочија је поново поражена у првој рунди, овај пут од московског Динама са 4:0 у победама.